# غوردون ويليام هانسون
غوردون ويليام هانسون هو سياسي كندي، ولد في 18 يوليو 1943 في كندا. حزبياً، نشط في الحزب الديمقراطي الجديد في كولومبيا البريطانية ‏.